# جيم كيرشاو
جيم كيرشاو (بالإنجليزية: Jim Kershaw)‏ هو لاعب كرة قدم نيوزلندي، ولد في 27 أكتوبر 1906 في نيوزيلندا، وتوفي بنفس المكان في 27 نوفمبر 1997. شارك مع منتخب نيوزيلندا لكرة القدم. أما مع النوادي، فقد لعب مع Wellington Marist ‏.